# Jean-Charles Blais
Pour les articles homonymes, voir Blais.
 (mars 2009).
Si vous disposez d'ouvrages ou d'articles de référence ou si vous connaissez des sites web de qualité traitant du thème abordé ici, merci de compléter l'article en donnant les références utiles à sa vérifiabilité et en les liant à la section « Notes et références ».
 (novembre 2021).
Jean Charles Blais, né le 22 octobre 1956 à Nantes, est un peintre français.

## Biographie
L’apparition publique du travail de Jean Charles Blais a lieu au début des années 1980 avec des tableaux peints sur des matériaux de récupération et particulièrement des affiches arrachées. Sa première exposition personnelle au CAPC de Bordeaux en 1982 sera suivie de nombreuses présentations dans les galeries : Yvon Lambert à Paris, Leo Castelli à New York, Buchmann à Bâle, Catherine Issert à [[Saint-Paul-de-Vence|Saint-Paul de Vence[Lequel ?]]] et Kenji Taki à Tokyo. En 1987, une exposition personnelle lui est consacrée au centre Pompidou à Paris.
En 1990, il signe l’aménagement de la station de métro Assemblée nationale à Paris constituée d’une gigantesque frise de posters imprimés et renouvelés périodiquement (aménagement reconduit dans une nouvelle version en 2004 pour dix ans). Il est invité l’année suivante à présenter une exposition personnelle à la Staatsgalerie Morderner Kunst de Munich puis en 1994 au musée de La Haye. La même année il présente un ensemble de formes suspendues découpées dans du tissu à la chapelle de la Salpêtrière dans le cadre du festival d’automne à Paris.
En 1996, il réalise un projet public the Telephone Booths constitué de posters affichés dans les espaces publicitaires des cabines téléphoniques de la ville à la demande du Musée d’art moderne de New York à l’occasion de l’exposition « Thinking Print ». En 1998, il présente à Paris, galerie Yvon Lambert puis au Musée de Groningue et à la Bawag foundation à Vienne, une série de travaux intitulés sur mesure qu’il fait fabriquer en tissus par un studio de couture.
Dès cette période il collabore aussi à la création du studio Art-Netart et envisage la conception d’œuvres utilisant les technologies numériques. En 2002 les premiers éléments de ce travail ont été présentés par Modernism à San Francisco, la collection Lambert à Avignon mais aussi sous la forme de DVD dans des lieux de diffusion tels que la Fnac, Virgin, ou And A store au Japon (en janvier 2013 un ensemble important de ces œuvres numériques a été rassemblé et présenté sous le titre Die digitale Linie à la Pinakothek der Modernede Munich).
En 2004 Jean Charles Blais conçoit un nouvel ensemble d’images imprimées pour l’aménagement de la station de métro « Assemblée nationale » à Paris. Il réalise aussi à la demande du Grand Théâtre, Opéra de Genève une suite de projets graphiques pour les affiches des représentations de la saison 2008/2009. Cette série d’images inaugure une prolifique suite de grandes gouaches sur papier, croisant sources photographiques, collages et papiers découpés. L'invention de ces assemblages épinglés réintroduit l'apparition de figures peintes dans son travail. En février 2010 il collabore également avec l’architecte Jean Nouvel sous la forme d’une installation à la présentation du 100 eleventh avenue à New York.
Au printemps 2013 à Antibes, le musée Picasso lui consacre une importante exposition associant un ensemble de peintures récentes et inédites à un choix d'œuvres qui explorent au fil du temps, d'imprévisibles et permanentes transformations.

## Expositions

### Personnelles
- 1982 - CAPC, Musée d'Art Contemporain, Bordeaux ; Galerie Yvon Lambert, Paris ; Galerie Ugo Ferranti, Rome
- 1983 - Galerie Buchmann, St Gallen. Suisse ; Galerie Catherine Issert, Saint-Paul (France) ; Max Marek, Hambourg, Allemagne
- 1984 - Galerie Buchmann, Bâle ; Galerie Leo Castelli, New York ; Halle Sud, Genève ; Musée d'Art et d'Histoire, Fribourg ; CAPC, Musée d'Art Contemporain, Bordeaux
- 1985 - Kunsthalle, Bâle ; Galerie Yvon Lambert, Paris ; Galerie Barbara Farber, Amsterdam ; Kunstverein für die Rheinlande und Westfalen, Kunsthalle Düsseldorf ; Nicola Jacobs Gallery, Londres
- 1986 - Galerie Harald Behm, Hambourg ; Kestner-Gesellschaft, Hanovre ; Musée d'Art Contemporain, Montréal ; Galerie Ugo Ferranti, Rome ; Galerie Yvon Lambert, Paris
- 1987 - Galerie Buchmann, Bâle ; Galeries Contemporaines, MNAM, Centre Georges Pompidou, Paris ; Galerie Leo Castelli, New York. ; Galerie Catherine Issert, Saint Paul ; Stadtgalerie, Sarrebruck
- 1988 - Kunstverein, Heidelberg ; Galerie Barbara Farber, Amsterdam ; Musée des Beaux Arts, Nîmes ; Galerie Buchmann, Bâle ; Satani Gallery, Tokyo ; Galerie Yvon Lambert, Paris ; Galerie Harald Behm, Hambourg
- 1989 - Museum Moderner Kunst, Vienne ; Kunstverein, Ludwigsburg ; Galerie Olsson, Stockholm ; Le coup de Tanger, Galerie Yvon Lambert, Paris ; Galerie Buchmann, Bâle
- 1990 - PS gallery, Tokyo ; Galerie Buchmann, Bâle ; Porin Taidemuseo, Pori, Finlande ; Eesti Riiklik Kunstmuseum, Tallinn, Estonie ; Nordjyllands Kunstmuseum, Aalborg, Danemark ; Assemblée nationale, station de métro, Paris
- 1991 - Galerie Barbara Farber, Amsterdam ; Satani Gallery, Tokyo ; Staatgalerie Moderner Kunst, Munich ; Galerie Catherine Issert, Saint Paul ; Grob Gallery, Londres ; John Cavaliero Fine Arts, New York
- 1992 - Galerie Yvon Lambert, Paris ; Wako Works of Art, Tokyo ; Suites Frac Picardie, Amiens France ; Essex University Gallery, Colchester ; Dortmunder Kunstverein, Dortmund ; Galerie Buchmann, Bâle
- 1993 - Espace Orcofi, Paris (une scénographie pour Le Marteau sans maître en collaboration avec Richard Alston et Régine Chopinot) ; Galerie Barbara Farber, Amsterdam ; Annandale Gallery, Sydney, Australie ; Galerie Catherine Issert, St Paul ; Galerie Jaspers, Munich
- 1994 - Palais Lange Voorhout, Haag Geemente Museum, La Haye ; Gallery Barbara Farber, Amsterdam ; Chapelle Saint-Louis de la Salpêtrière, Paris (Festival d'automne à Paris) ; Galerie Sandmann-Haak, Hanovre ; Tony Shafrazi Gallery, New York
- 1995 - Galerie Buchmann, Bâle ; Galerie Buchmann, Cologne ; Galerie Yvon Lambert, Paris
- 1996 - Galerie Kyoko Chirathivat, Bangkok ; Galerie de Luxembourg ; Won Gallery, Séoul ; Galerie Meyer-Ellinger, Francfort ; Tony Shafrazi Gallery-Project room, New York ; The Telephone Booths, Museum of Modern Art, New York ; Modernism, San-Francisco
- 1997 - Galerie Forsblom, Helsinki ; Galerie Joao Gracia, Lisbonne
- 1998 - Galerie Yvon Lambert, Paris ; The Bawag Foundation, Vienne ; Galerie Erna Hécey, Luxembourg ; Galerie Farber&Jurka, Amsterdam ; Galerie Catherine Issert, Saint Paul
- 1999 - Zeichnung Ernst Hilger, Vienne ; Panoply, studio Franck Bordas, Paris
- 2000 - Galerie Sandmann- Haak, Hanovre ; Kenji Taki gallery, Tokyo ; Kenji Taki gallery, Nagoya ; Getting bigger Modernism, San-Francisco
- 2001- Galerie Buchmann, Cologne
- 2002 - « Double vue » Espace d'arts, Chalon-sur-Saône ; FNAC store, Paris ; Galerie Yvon Lambert, Paris
- 2003- « Double vue » And-A store, Tokyo ; Kenji Taki gallery, Tokyo ; Kenji Taki gallery, Nagoya ; Florian Sundheimer Kunsthandel, Munich
- 2004 - « Miracle » Musée Réattu, Arles ; Jean-Charles Blais, Galerie Catherine Issert, Saint Paul ; La chambre double, station de métro Assemblée Nationale, Paris
- 2005 - Empty words, Kenji Taki gallery, Tokyo
- 2007 - Arbeiten auf papier, Florian Sundheimer Kunsthandel, Munich
- 2008 - Douze dessins pour le programme du Grand Théâtre, Opéra, Genève
- 2010 - 100 11th Avenue (en collaboration avec Jean Nouvel), New York ; Neue Arbeiten, Florian Sundheimer Kunsthandel, Munich ; Galerie Catherine Issert, Saint Paul
- 2013 - Jean-Charles Blais 15.3-9.6 13, Musée Picasso, Antibes[2] ; « Découpé, assemblé », Florian Sundheimer Kunsthandel, Munich ; Sechs songs d’amour ; Un cabinet d’amateur, Sofia ; « Die digitale Linie » Schaustelle, Pinakothek der Moderne, Munich
- 2016 - Jean-Charles Blais - Superposition, Buchmann Galerie, Berlin ; Inalandscape, Kenji Taki gallery, Tokyo ; Gleichzeitig, Mario Mauroner Contemporary Art, Vienne ; « Jean-Charles Blais - Double », Galerie Catherine Issert - Saint Paul ; Simultaneous, Mario Mauroner Contemporary Art, Salzbourg
- 2017 - Silhouettes- Jean-Charles Blais/ Wang Keping , HdM Gallery - Pékin. China
- 2019 - Jean Charles Blais,  neue arbeiten - Buchmann Galerie - Berlin.  Allemagne
- 2020 - Galerie Zidoun & Bossuyt –   Jean-Charles Blais - Leiko Ikemura   - Luxembourg ; - Galerie Catherine Issert - Jean Charles Blais  Voilà  - Saint Paul. France
- 2021 - Yvon Lambert  - Jean Charles Blais   summer camp   - Paris. France - Maison des arts - Jean Charles Blais   Bages   - Bages. France - Florian Sundheimer Kunsthandel –   Jean-Charles Blais Arbeiten auf und mit Papier aus vier Jahrzehnten-   Munich. Allemagne
- 2022 -Collection Lambert - Musée d’art contemporain - « Idylles » - Avignon. France*

### Collectives
- 1981 - Sans titre, Rennes ; Finir en beauté Bernard Lamarche-Vadel , rue Fondary, Paris
- 1982 - L'Air du temps, Galerie d'Art Contemporain des Musées de Nice ; XII Biennale de Paris : Musée d'Art Moderne de la Ville de Paris
- 1983 - Perspective 83 - ART 14'83, Art Basel, Bâle ; Trigon'83 Biennale de Graz, Neue Galerie, Graz ; Images de la France, Galerie Krinzinger, Innsbrück, FrankfurterKunstverein, Francfort ; New Fench Painting, Riverside Studio, Londres ; Museum of Modern Art, Oxford ; John Hansard Gallery Southampton ; The Fruitmarket Gallery, Édimbourg
- 1984 - France : une nouvelle génération, Hôtel de Ville, Paris ; French Spirit Today, Fischer Art Gallery, Los Angeles ; Museum of Contemporary Art, LaJolla ; Winnipeg Art Gallery, Winnipeg ; Individualités, Galleria d'Arte Moderna, Rome ; Rite Rock Rêve, Musée cantonal des Beaux-Arts, Lausanne ; Heidelberg Kunstverein ; Fondation Sonja Henie, Oslo ; Nordjyllands Kunstmuseum, Aalborg ; An international Survey of recent Painting and Sculpture, Museum of Modem Art, New York ; Biennale van de Kritieken ICC, Anvers ; Aperto 84, Biennale de Venise, Venise ; Paris - NY, Robert Fraser Gallery, Londres ; Images de la France, Galerie nächst St. Stephan, Vienne ; New French Painting, Museum of Modern Art, Oxford, The John Hansard Gallery, Southampton, The Fruitmarket Gallery Édimbourg
- 1985 - Colour drawings, Castelli graphics, New York ; Nouvelle Biennale de Paris, Grand-Halle du Parc de la Villette ; 12 artistes dans l'espace, The Seibu Museum of Art, Tokyo ; Ohara Museum of Art, Kurachiki ; Fondation Walter Hill, Séoul ; Depuis Matisse la couleur, Royal Scottish Academy, Édimbourg ; Musée des Beaux Arts, Nantes ; Lousiana Museum, Humlebaeck ; Aimer les Musées', CAPC & Musée des Beaux Arts de Bordeaux ; Anciens et Nouveaux, Galeries Nationales du Grand Palais, Paris ; Von Zeichnen- Aspekte des Zeichnung 1960-1985, Kunstverein, Francfort
- 1986 - Pintar con papel, Circulo de Bella Artes, Madrid ; Collection souvenir, Le Nouveau Musée, Villeurbanne ; Prospect 86, Kunstverein Francfort ; Correspondentie Europa, Stedelijk Museum, Amsterdam ; French Painting of 8O's, Arts Center, Hong Kong ; Uno Sguardo, Le Magasin, Grenoble ; Academia dalle Belle Arti, Naples
- 1987 - Neuf artistes français, Museo Espanol de Arte Contemporaneo, Valencia ; Fondation Gulbenkian, Lisbonne ; Leo Castelli y sus artistas, Centro cultural Arte Contemporaneo, Mexico ; Kunst heute, Sammlung Ludwig, Musée Ludwig Aachen ; Haus Metterich, Coblence ; Six young french artists from Yvon Lambert, Mayor Rowan Gallery, Londres
- 1988 - Collaboration in monotype, University Art Museum, Santa Barbara ; The Cleveland Museum of Art, Cleveland ; Rosc 88 - The Poetry of Vision, The Royal Hospital Kilmainharn, Dublin ; 4 Internationale Triennal des Zeichnung, Kunsthalle Nuremberg ; L'art moderne dans la collection du Musée Cantini, Marseille ; Farbe Bekennen, Museum für Gegenwartskunst, Bâle ; De kunst collectie van het Bouwfonds, Stedelijk Museum, Amsterdam
- 1989 - Nos années 1980, Fondation Cartier, Jouy en Josas ; 150 Jahre Basler Kunstverein, Kunsthalle, Basel ; The 1980's : Prints of the Collection of Joshua P. Smith, National Gallery of Art, Washington ; Drawings since 1960, Stedelijkmuseum, Amsterdam
- 1990 - Portrait d'une collection d'art contemporain, Palais des Beaux-Arts, Charleroi ; Kunstregion Südfrankreich, Stadtiche Museum, Mülheim & Stadtmuseum, Siegburg & Leoppold-Hosch-musum, Düren ; Peter Kneubühler Graphik-Sammlung, ETH, Zürich
- 1991 - Emmanuel Hoffmann Stiftung 1980-1990, Museum für Gegenwartskunst, Basel ; Peter Stuyvesant Collection, Stedelijkmuseum, Amsterdam ; L'Amour de l'Art, Biennale de l'art contemporain, Hall Tony Garnier, Lyon ; La bagarre d'Austerlitz, gare d'Austerlitz, Paris
- 1992 - Yvon Lambert collectionne, Musée d'Art Moderne de Villeneuve d'Ascq et Musée des Beaux Arts de Tourcoing ; Pavillon Français, Exposition Universelle, Séville ; A Passion for Art, Tony Shafrazi Gallery, New York ; Manifeste, Centre Georges Pompidou, MNAM, Paris ; Aufforderung zum Tanz, Stadtische Galerie, Oberhausen
- 1993 - Coleccion, Fundacion Arco, Centro Cultural Conde Duque, Madrid ; Four Artists from France, The Irish Museum of Modern Art, Dublin & Institut Français de Londres ; Noir Dessin, MNAM, Cabinet d'art graphique, Centre Georges-Pompidou Paris
- 1994 - Même si c'est la nuit, CAPC Musée d'Art Contemporain, Bordeaux ; Pour les Chapelles de Vence, Château de Villeneuve, Vence ; Espace des Arts, Chalon-sur-Saône ; Capc, Bordeaux ; Paper under pressure, Sun Valley center gallery, Sun Valley
- 1995 - Passions Privées, Musée d'art moderne de la ville de Paris ; Art Project, Linden Corso, Berlin
- 1996 - 1946 Bouwfonds - 1996, Museum Boymans van Beuningen, Rotterdam ; Monument et Modernité, Musée du Luxembourg, Paris ; Thinking Print, The Museum of Modern Art, New York ; Rik Gadella-Picaron Éditions, De Paviljoens, Almere ; Artists books, Brooke Alexander, New-York
- 1997 - Dialogues de l'Ombre, Espace Electra, Paris ; Œuvres du Frac Picardie, Taipei Fine Arts Museum, Taipei ; Made in France, Musée National d'Art Moderne, Centre Pompidou Paris ; Thinking Print, Center for Contemporary Art, Cleveland ; Antonin Artaud, Tête à tête, Galerie de France, Paris ; Entorno a la Figura, Bibliotheca Luis Angel Arango, Bogota ; Museo Tamayo, Mexico ; Artists and Books, Musée Matisse, Nice
- 1998 - Thinking Print, Henry Art Gallery, Seattle ; Œuvres sur papier et photographies - Collection Yvon Lambert, Musée d'art de Yokohama ; What remains, Groninger Museum ; 7e International Cairo Biennal, Le Caire ; Tableaux d'une histoire, Villa Arson, Nice, France
- 1999 - Visions of the Body, National Museum of Modern Art, Kyoto ; Museum of Contemporary Art, Tokyo ; Les Couleurs Noires, Landesmuseum Joanneum, Gratz ; Face à Face, Cabinet des estampes, Bibliothèque Nationale de France, Paris ; Billboard art on the road, a survey, Mass Moca, North Adams, Massachusetts ; Save the day !, Museum fur Moderne kunst, Francfort-sur-le-Main ; Von der Linie zur Zeichnund, Neue Galerie der stadt, Linz
- 2000 - Rendez-vous, Collection Lambert, Avignon ; Zeitgenossische zeichnungen, Museum Am Ostwall, Dortmund ; Un jeu d'enfants, Musée de l'objet, Blois ; De la couleur et du feu, Musée de Marseille ; « Europa » Academia, Salzbourg
- 2001 - Corps a Corps, Centre Wallonie - Bruxelles, Paris ; Centre de La Louvière, Belgique
- 2002 - Uniques, Musée Jenisch, Vevey, Suisse ; « Premio Biella per l’incisione », Museo del Territorio, Biella-Italia ; Un jeu d'enfants, M.A.K. Vienne
- 2003 - Le fait accompli, FRAC Picardie, Amiens ; « Esprits des lieux » Palais des Papes, Avignon ; « Fin des histoires », Musée des Beaux-Arts, Chambéry ; Trickfilm, Buchmann galerie, Cologne ; Incontri…, Villa Médicis, Rome ; « Meisterwerke der grafik », Lentos Kunstmuseum, Linz
- 2004 - Drucksache, Florian Sundheimer galerie, Munich ; « Autoportraits du XXe siècle », Musée du Luxembourg, Paris ; « Intra Muros », MAMAC, Nice ; « Co-conspirators, artist and collector », Orlando Museum of Art ; University gallery, Newplace ; Chealsea Art Museum, New York ; 20 jahre, Dortmunder Kunstverein, Dortmund
- 2005 - Le monde est rond, Espace de l'Art Concret, Mouans-Sartoux ; « Un peu d’histoire », Institut d'Art Contemporain, Villeurbanne ; « Arts Français Contemporain », Résidence de France, Tokyo ; « Loop », Institut Français, Barcelone ; « 25 years », Modernism, San Francisco
- 2006 - Le noir est une couleur, Fondation Maeght, Saint Paul ; Actes 2, Nouveau Musee National Monaco ; Eye on Europe: Prints, Books & Multiples, 1960 to now, Museum Of Modern Art, New York
- 2007 - James Cottrell and Joseph Lovett Collection, The Clay Center, Charleston
- 2008 - Le Grand Tour, Villa Medicis-Academie de France, Rome ; Collection Florence et Daniel Gerlain, French cultural service, New York ; Retour de Rome, collection Lambert, Avignon
- 2009 - Dans L'œil du critique, ARC-Musée d'art Moderne de la ville de Paris ; Beauté monstre, Musée des Beaux arts, Nancy
- 2010 - « PressArt, Die Sammlung Annette und Peter Nobel », Kunstmuseum St. Galle ; Capc, ou la vie saisie par l’art, Capc Musée d’art contemporain Bordeaux ; « Vom Leben gezeichnet - Leidenschaft in der Grafik der Moderne », Sprengel Museum Hannover ; Je crois aux miracles, Collection Lambert, Avignon
- 2011 - Observadores-Revelaçoes, Transitos e Distancias, Museo Colecçao Berardo, Lisbonne ; L'insoutenable légèreté de l'être, galerie Yvon Lambert, Paris ; Sur mesures, Musée Réattu, Arles ; Phantasie an die Macht, Politik im Kunstlerplakat, Museum fur Kunst und Gewerbe, Hambourg ; La couleur en avant, MAMAC, Nice ; Nouvelles acquisitions, de Artaud à Trouvé, Cabinet d'art graphique, MNAM-Centre Pompidou, Paris.
- 2012 - Struggle(s), Maison Particulière, Bruxelles ; « Video Salon », Maison Populaire, Montreuil ; Mirages d’orient, grenades et figues de barbarie, Collection Lambert, Avignon.
- 2013 - Schaustelle, Pinakothek der Moderne, Munich ; « Donation Florence et Daniel Guerlain » Cabinet d’art graphique, Centre Georges-Pompidou, Paris.
- 2014 - « Autour du legs Berggreen » Musée d’art moderne et d’art contemporain, Nice ; « Procession, une histoire dans l’exposition » Capc Musée d’art contemporain, Bordeaux ; « Visages, Picasso, Magritte, Warhol », Centre de la Vieille Charité, Marseille ; « Ceci n’est pas un musée », Fondation Maeght, Saint Paul ; Obsessionen und surreale Welten, Bahnwärterhaus, Esslingen.
- 2015 - « Antonioni, aux origines du pop », La cinémathèque française, Paris ; « Future Present- Contemporary art from classic modernism to the present day », Emanuel Hoffmann Foundation Schaulager, Munchenstein/ Basel
- 2016 – Takashi Murakami’s Superflat Collection-From Shōhaku and Rosanjin to Anselm Kiefer, Yokohama Museum of Art, Yokohama, Japon ; Arte y cine. 120 años de intercambios, Fundación La Caixa, Barcelone, Espagne
- 2017 – Seht, da ist der mensch/Behold the man, Kunstmuseum Kloster Unser Lieben Frauen, Magdeburg, Allemagne ; Caixa Forum, « Arte y cine - Cinema and Art. 120 años de intercambios », Madrid, Espagne ; Kenji Taki Gallery, « Jean-Charles Blais, Sakuji Yoshimoto, Yumiko Okui, Wolfgang Laib - works on paper », Nagoya, Japon.
- 2019 -Kunstmuseum Basel -Schau, Ich Bin Blind, Schau - Hohepunkte Der Sammlung Hans Und Monika Furer- Basel. Suisse

## Collections publiques
Allemagne
- Freudenberg Industry, Weinheim
- Graphische Sammlung der Stadt, Esslingen
- Museum Ludwig im Deutschherrenhaus, Coblence
- Neue Galerie, Sammlung Ludwig, Aachen
- Staatliche Graphische Sammlung, Pinakothek der Moderne, Munich

Australie
- Art Gallery of New South Wales, Sydney
- Museum of Contemporary Art Australia, Sydney
- National Gallery of Australia, Canberra

Autriche
- Lentos Art Museum (en), Linz
- M.A.K. Vienne. Autriche
- mumok (Museum Moderner kunst), Vienne

Belgique
- Centre de la gravure et de l'image imprimée, La Louvière
- Lambris[3] pour le Centre hospitalier universitaire de Liège, sérigraphie sur panneaux d'acier émaillé vitrifié, chaque panneau : h. 103, l. 200 cm, 1978-1985, collection du Musée d'art contemporain en plein air du Sart Tilman (Université de Liège).

Canada
- Musée d'art contemporain de Montréal

Espagne
- ARCO Foundation, Madrid

États-Unis
- Museum Of Modern Art, New York
- National Gallery of Art, Washington
- Cleveland Museum of Art, Graphics Department, Cleveland

Finlande
- Musée d'art Sara Hildén, Tampere

France
- Bibliothèque nationale de France, Cabinet des estampes, Paris
- CAPC Musée d'Art Contemporain, Bordeaux
- Collection Lambert, Avignon
- Fondation Cartier pour l'art contemporain, Paris
- Fonds national d'art contemporain
  - Cnap, Paris
  - Clermont-Ferrand
  - (Alsace) Sélestat
  - Limoges
  - Amiens
  - (PACA) Marseille
  - (Bretagne), Rennes
- Institut d'art contemporain de Villeurbanne
- Les Abattoirs, Toulouse
- Carré d'art, musée d'art contemporain, Nîmes
- Musée d'Art moderne et d'Art contemporain de Nice
- Musée d'art de Toulon, Toulon
- Musée Cantini, Marseille
- Musée national d'art moderne, Centre Georges Pompidou, Paris
- Musée d'Art moderne et contemporain de Strasbourg
- Musée Réattu, Arles
- Musée Picasso, Antibes
- UCAD, musée des Arts Décoratif, Paris

Japon
- Musée d'art de Kōchi, Japon

Monaco
- NMNM, Musée d'art contemporain

Pays-Bas
- Bibliothèque royale, La Haye
- Peter Stuyvesant Foundation, Amsterdam. Pays-Bas
- Stedelijk Museum Amsterdam

Portugal
- Museu Colecção Berardo, Lisbonne

Suisse
- Musée cantonal des beaux-arts de Lausanne
- Musée Jenisch, Vevey
- Museum fur Gegewartskunst, Bâle
- Schaulager, Münchenstein/Basel, Suisse

Royaume-Uni
- Tate Gallery, Graphics Department, Londres